# Solomon Cutner
Solomon Cutner (Londres, 6 de agosto de 1902 - Londres, 22 de fevereiro de 1988) foi um pianista inglês, muito conhecido no meio musical pelo seu nome próprio Solomon.
Solomon Cutner deu o seu primeiro concerto em 1912, aos dez anos. Estudou com Mathilde Verne, que tinha sido aluna de Clara Schumann. Começou a gravar em 1929, dando provas de grande virtuosismo, de um grande respeito pela partitura e com grande profundidade de interpretação.
Deu numerosos concertos, sobretudo durante e após a Segunda Guerra Mundial, em especial nos Estados Unidos e Austrália. Particularmente conhecido pelas suas interpretações de Beethoven, estava quase a concluir o registo integral das suas sonatas para a EMI Classics quando, em 1956, foi vítima de um ataque que o paralisou quase totalmente para o resto da vida. As suas gravações de Mozart, Schumann, Chopin e Brahms são referenciais.
Faleceu em 1988, aos 85 anos.